# Marcrad I.
Marcrad I. († nach 1170) aus dem Geschlecht der Ammoniden war ein holsteinischer Großer, der  als Overbode militärische Führungsaufgaben in der sächsisch-slawischen Kontaktzone ausübte und die holsteinischen Großen gegenüber dem sächsischen Herzog vertrat.
Marcrad I. ist belegt von 1127 bis 1170 und war wahrscheinlich der Sohn des Ammon. Sein eigener Sohn Marcrad II. folgte ihm als Overbode. Marcrad I. lebte zunächst in Faldera und nach der Eingliederung des slawischen Wagrien in die Grafschaft Holstein im ursprünglich slawischen Bornhöved. Die Forschung sieht in ihm den Anführer des „Holsteiner Volksadels“, der sich vom südelbischen Adel durch das geringe soziale Gefälle zu den freien Bauern unterschied. Als Overbode übte er das Amt des obersten Feldherrn und Richters der Holsten aus. Hierzu wurde er angeblich in einer Versammlung der freien Bauern bestimmt. Im Jahr 1127 baten die Holsten unter Führung Marcrads I. in Meldorf den Erzbischof Adalbero von Bremen um geistlichen Beistand durch einen Priester, worauf Adalbero den Missionar Vizelin zu ihnen entsandte. Gegen den Willen des in Holstein eingesetzten Grafen Heinrich von Badewide eroberten die Holsten unter Marcrads Führung im Sommer 1138 die wagrische Burg Plune. Nachdem Marcrad zunächst den Widerstand der Holsten gegen den landfremden Graf Adolf II. von Schauenburg geleitet hatte, führte er unter dessen Kommando 1164 das Aufgebot der Holsten in der Schlacht bei Verchen.